# Torsten Johansson
Torsten Johansson (ur. 11 kwietnia 1920, zm. 14 maja 2004) – szwedzki tenisista, reprezentant w Pucharze Davisa.

## Kariera sportowa
Johansson występował w szwedzkiej reprezentacji w Pucharze Davisa nieprzerwanie w latach 1946–1956 (po raz ostatni zagrał po kilkuletniej przerwie w 1960 roku), zarówno jako singlista, jak i deblista, notując bilans 51 wygranych i 21 porażek. Wraz z Lennartem Bergelinem przyczynił się do awansu Szwecji do finałów międzystrefowych w 1946 i 1950 roku. W 1946 roku Szwedzi ulegli Stanom Zjednoczonym. Johansson nie zdobył w finale punktu, przegrywając w trzech setach z Jackiem Kramerem i Frankiem Parkerem, a w deblu (z Bergelinem) w pięciu setach z Gardnarem Mulloyem i Billem Talbertem. W 1950 roku w finale międzystrefowym Szwedzi nie sprostali Australijczykom, a Johansson po raz kolejny poniósł porażki, ulegając Johnowi Bromwichowi i Frankowi Sedgmanowi.
Johansson zdobył łącznie ponad 20 tytułów mistrza Szwecji, w grze pojedynczej i drużynowo. W pierwszej powojennej edycji Wimbledonu w 1946 roku ustanowił niecodzienny rekord jako pierwszy zawodnik odniósł dwa zwycięstwa z rzędu w stosunku 6:0, 6:0, 6:0. W latach 60. pełnił funkcję kapitana szwedzkiej reprezentacji w Pucharze Davisa. W 1957 roku opublikował książkę Tennis utan tårar.
W 2005 roku jego nazwisko wpisano pośmiertnie do Hall of Fame tenisa szwedzkiego.